# Bitwa pod Huaxtepec
Bitwa pod Huaxtepec  – starcie zbrojne, które miało miejsce podczas podboju Meksyku przez Hiszpanów w 1521. Aztekowie  przystąpili do walki fatalnie zorganizowani. Na samym początku starcia skrzydła Indian poszły w rozsypkę, reszta wojowników  uciekła z pola bitwy. Wiadomo, że w bitwie nie zginął żaden Hiszpan, lecz kilku zostało rannych.